# Cascada Los Cántaros
La Cascada Los Cántaros es un salto de agua ubicado en el río de Los Cántaros, dentro del parque nacional Nahuel Huapi en el departamento Los Lagos, provincia del Neuquén, Argentina.
El río tiene menos de un kilómetro de longitud, pero cae más de 100 metros entre los lagos Los Cántaros y Nahuel Huapi, formando la cascada. La cascada se ubica a unos 852 m s. n. m. y se congela en ciertos períodos de la época invernal. Se accede a través de un sendero con tres miradores.
La cascada está rodeada por un exuberante selva valdiviana, caracterizada por una gran variedad de especies vegetales. Situado muy cerca de la frontera con Chile, se encuentra en una zona de alta precipitación.